# Bromängen
Bromängen är ett naturreservat i Nora kommun i Örebro län.
Området är naturskyddat sedan 2006 och är 20 hektar stort. Reservatet består av ett större rikkärr omgiven av barrskog som till stor del utgörs av sumpskog.